# Cinta daziaria di Parigi
La cinta daziaria di Parigi (in francese, mur des Fermiers généraux) è stata una delle sette successive cinte murarie della città (la penultima).

## Storia
Fu eretta alla vigilia della rivoluzione tra il 1785 e il 1788.
Al contrario delle precedenti, non era destinata ad assicurare la difesa della capitale, ma a garantire il pagamento all'appaltatore delle imposte del dazio imposto sulle merci che entravano in città. Il muro fu demolito nel 1860, al momento dell'espansione di Parigi fino alla fortificazione fatta costruire da Thiers tra il 1841 e il 1844.
I posti di guardia nella cinta si chiamavano barrière, e per la maggior parte erano attrezzati con edifici (uffici daziari), che erano stati battezzati "propilei" dal loro inventore, l'architetto Claude Nicolas Ledoux.

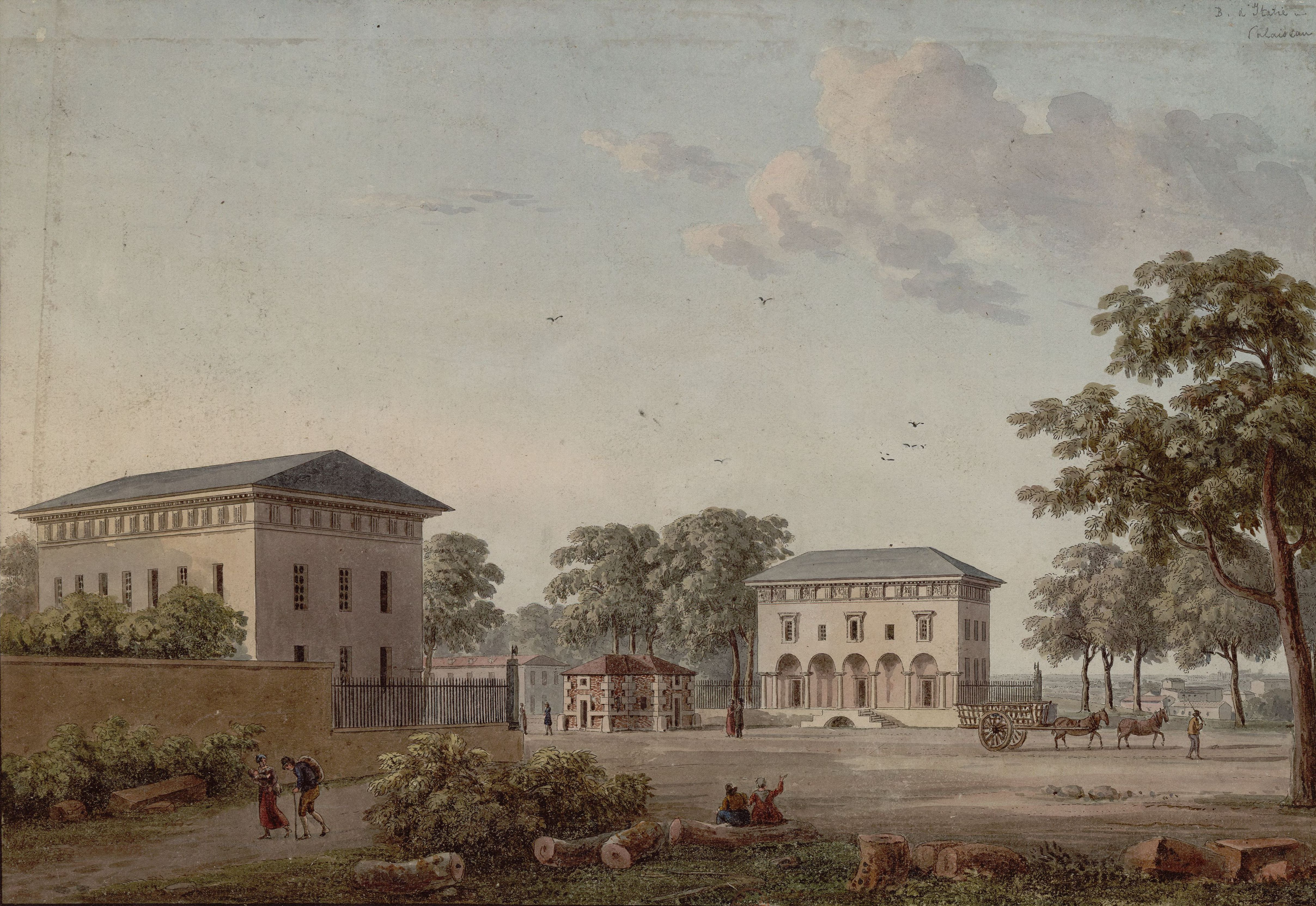
La Barrière d'Italie nel 1819

## Dimensioni del muro

### Il tracciato
La cinta daziaria era lunga 24 chilometri. Nella città moderna essa corrisponde alla seconda cintura di boulevard, e attraversa i quartieri di place d'Italie, Denfert-Rochereau, Montparnasse, Trocadéro, Étoile, Batignolles, Pigalle, Belleville, Nation.
Nel muro si aprirono, nel tempo, 61 barriere, di cui 54 prima della rivoluzione. Tra queste, 43 furono monumentalizzate dai propilei di Ledoux; nel 1790 a questa serie se ne aggiunse un'ultima, che fu il pavillon de Chartres del Parc Monceau. In diversi momenti poi, fino al 1860, ne furono aggiunte altre 6.
Il tracciato delle linee del métro 2 (a nord) e 6 (a sud), da Charles de Gaulle - Étoile a Nation), segue all'incirca il tracciato dell'antica cinta daziaria.

### Il muro
Il muro era in pietra, continuo (interrotto solo dalla Senna, dalle barriere e dal Parc Monceau, dove invece del muro si costruì un fossato). Era alto 10 piedi (circa 3,24 metri).
Dal lato interno la cinta era provvista di un cammino di ronda largo 36 piedi (11,69 metri), mentre dal lato esterno era imposta una larghezza del boulevard di 15 tese, pari a 29,23 metri.

### La superficie recintata
Il territorio racchiuso nella cinta daziaria fu di 33,70 km² fino al 1818-1819, che divennero 34,02 con l'annessione del villaggio di Austerlitz e l'ampliamento a sud est del tratto di cinta fra la barrière d'Italie e la Senna (un terzo della superficie odierna di Parigi).
Nei limiti della cinta daziaria sorgono oggi, approssimativamente, i primi 11 arrondissement attuali. All'epoca della costruzione del muro, la città si estendeva all'incirca sui primi 6 arrondissement, con una superficie di 11,03 km².

## Costruzione
Le antiche mura di Parigi erano ormai diroccate, e la città era sostanzialmente aperta, le recinzioni consistendo principalmente in fragili staccionate di legno.
Nonostante i divieti, si costruiva in periferia - e non solo residenze delle classi alte, ma anche veri e propri sobborghi popolari (che avevano, fra l'altro, il pregio di essere esenti da dazio). Nel 1784 il ministro Turgot decise quindi un ampliamento e la recinzione del territorio soggetto all'octroi e Antoine Lavoisier, all'epoca Fermier Général dell'appalto del dazio, s'incaricò della realizzazione del progetto, affidandone la realizzazione a Ledoux, che ne aveva già collaudato lo stile neoclassico dieci anni prima, alle Saline Reali di Arc-et-Senans. Tuttavia già nel 1787, due anni dopo l'assunzione dell'incarico, Ledoux ne fu sollevato per l'eccessivo costo delle sue installazioni (che del resto furono bruciate, per la maggior parte, nei primi tempi della rivoluzione).
Attorno alle barriere proliferavano una gran quantità di piccoli traffici: contrabbando, attraverso il bois de Boulogne e quello di Vincennes, vendita di vino, da portar via ma soprattutto da consumare sul posto in osterie allocate in casette di campagna o capanni, 
prostituzione, armi, eccetera. Attorno a queste attività ruotavano le figure più varie: clienti, bighelloni, bettolieri, piccoli delinquenti, guardie e spie. Vivevano inoltre nei dintorni delle barriere molti che, essendo stati banditi dalla città di Parigi, non avevano più diritto di entrarvi.